# Armageddon (Band)
Armageddon war eine 1975 gegründete britische Hard-Rock-Band.

## Bandgeschichte
Die Supergroup Armageddon bestand aus Keith Relf (Gesang), vormals Yardbirds und Renaissance, Martin Pugh (Gitarre), zuvor bei Rod Stewart, Captain Beyond und Steamhammer, Bobby Caldwell (Schlagzeug), früher bei Johnny Winter und Captain Beyond, und schließlich Louis Cennamo (Bass), vorher ebenfalls bei Steamhammer, Captain Beyond und Renaissance. Sie entstand kurz nach der Auflösung von Steamhammer. Pugh und Cennamo teilten sich damals eine Wohnung: Keith Relf bat die beiden, nach Los Angeles zu ziehen, um eine gemeinsame Band zu gründen. Mit Bobby Caldwell fanden sie einen Schlagzeuger.
Die Gruppe produzierte 1975 ihr Debütalbum Armageddon, mit fünf Songs. Dabei  Das Album erschien in den Vereinigten Staaten über A&M Records. Das Album erreichte in den Billboard 200 Platz 151.
Bevor das zweite Album in Angriff genommen werden konnte, starb Keith Relf am 14. Mai 1976 nach einem Stromschlag durch eine nicht geerdete Elektrogitarre. Die übrig gebliebenen Mitglieder versuchten die Band mit Sänger Jeff Fenholt weiterzuführen, doch A&M verlor das Interesse an der Band.

## Stilbeschreibung
Musikalisch handelt es sich bei Armageddons Musikalbum um 1970er Jahre Hard Rock mit deutlichen Progressive-Rock- und Psychedelic-Rock-Einflüssen. Bei den fünf Songs handelt es sich um vier Songs mit über 8 Minuten Länge, die zum Teil lange Solopassagen enthalten im Stil einer Jam-Session enthalten. Vergleichbar sind die Songs mit ähnlichen Bands wie Budgie, Hawkwind, Captain Beyond und Led Zeppelin. Der Musikstil gilt als Vorreiter für den späteren Stoner Rock.

## Diskografie
- 1975: Armageddon (A&M Records)